# La voluntad de un muchacho

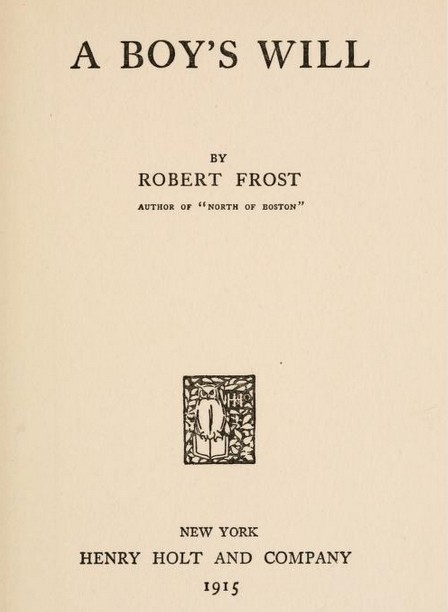
Portada de la primera edición americana, Henry Holt and Company, 1915

La voluntad de un muchacho es una colección de poesía de Robert Frost. Es el primer libro de poemas de Frost publicado comercialmente. 

## Visión de conjunto
Frost admitió que gran parte del libro era autobiográfica. Como las hojas de prueba se imprimieron en enero de 1913, escribió que los poemas estaban "bastante cerca de ser la historia de cinco años" de su vida. Específicamente, Frost notó que el primer poema del libro, "Into My Own", expresaba cómo se alejaba de la gente y "Tuft of Flowers" mostraba cómo "volvía a ella".  Algunos de los poemas fueron escritos dos décadas antes. Frost aparentemente estaba satisfecho con el libro y le escribió a un amigo poco después de su publicación: "Espero contribuir en algo al estado actual de la literatura en Estados Unidos".
Como gran parte del trabajo de Frost, los poemas de La voluntad de un muchacho se asocian temáticamente con la vida rural, la naturaleza, la filosofía y la individualidad, al tiempo que aluden a poetas anteriores como Emily Dickinson, Thomas Hardy, William Shakespeare y William Wordsworth . A pesar de que la primera sección de poemas aborda el tema del retiro de la sociedad, Frost no se retira de sus precursores literarios y, en cambio, trata de encontrar su lugar entre ellos. El título del libro proviene de las líneas repetidas en el poema "Mi juventud perdida" de Henry Wadsworth Longfellow : "La voluntad de un muchacho es la voluntad del viento / Y los pensamientos de la juventud son pensamientos largos, largos". La línea es, a su vez, una cita de Olaus Sirma en Lapponia (1675). Frost probablemente eligió el título como un reflejo de su propia vida rebelde.

## Historia de publicaciones y reacciones

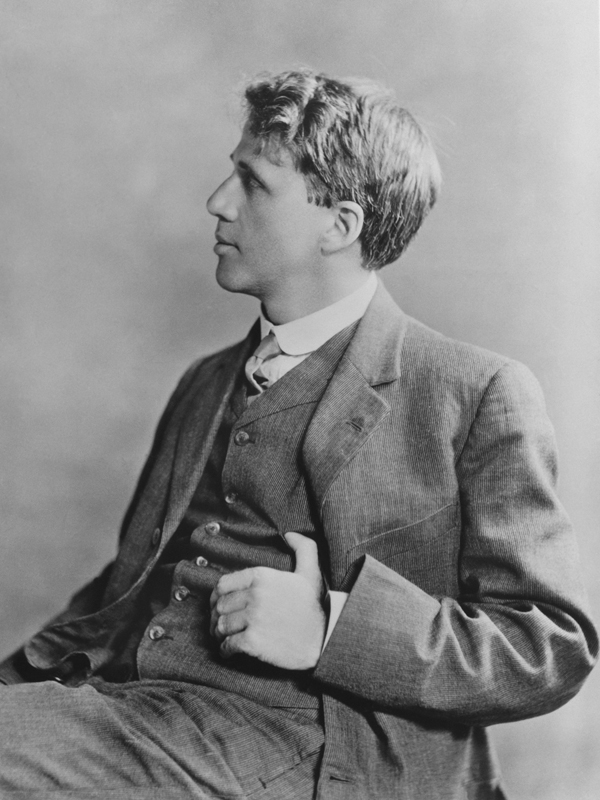
Robert Frost en 1913

La mayoría de los poemas de La voluntad de un muchacho no se habían publicado anteriormente. Mientras estaba en Inglaterra, Frost decidió que se recogieran y su manuscrito fue aceptado por el primer editor al que se acercó. El libro fue publicado por David Nutt de Londres en 1913, con una dedicatoria a la esposa de Frost, Elinor. Elinor había ayudado a elegir los poemas y organizar el orden de publicación. Tras el éxito de El norte de Boston en 1914, Henry Holt and Company volvió a publicar La voluntad de un muchacho en 1915. El New York Times dijo en una reseña: "Al volver a publicar su primer libro después del segundo, el Sr. Robert Frost ha emprendido la difícil tarea de competir consigo mismo ". La edición Holt fue la primera edición del libro publicada en los Estados Unidos.  
Mientras se publicaba, Frost se reunió con el escritor Ezra Pound, quien insistió en que fueran inmediatamente a Nutt para ver una copia impresa del libro. Pound ofreció escribir una crítica ese día y en breve presentó a Frost al poeta William Butler Yeats . Yeats dijo que consideraba La voluntad de un muchacho  "la mejor poesía escrita en Estados Unidos en mucho tiempo". En su revisión de septiembre de 1913 en el New Freeman, Pound señaló: "El hombre tiene el buen sentido de hablar naturalmente y pintar la cosa, tal como la ve".
FS Flint estaba particularmente complacido con los poemas individuales cada uno con un tema específico, que permiten la "observación directa del objeto y correlación inmediata con la emoción: espontaneidad, sutileza en la evocación de estados de ánimo, humor" y elogió el "oído para los silencios" de Frost. El poeta Richard Aldington alabaría de manera similar la "franqueza de tratamiento" y la "simplicidad de discurso" de Frost en el Norte de Boston . Lascelles Abercrombie, sin embargo, advirtió que la simplicidad del lenguaje de Frost no implicaba simplicidad en su poesía y en La voluntad de un muchacho, creía que "la selección y disposición de la sustancia lo hacen prácticamente todo". William Morton Payne también notó que había una mayor complejidad dentro de la aparente simplicidad del libro, escribiendo para The Dial en 1913, "Un mundo de ensueño de formas evasivas e imaginaciones trémulas se revela a medias a nuestra visión por las letras apagadas que Robert Frost titula 'La voluntad de un muchacho' ". Sin embargo, la juventud del autor fue evidente para al menos un crítico anónimo que escribió en una reseña del 20 de septiembre de 1913: "No es necesario que nos digan que el poeta es un joven: el rocío y el éxtasis, también la audacia, de la visión prístina está aquí ". En general, el libro (o colección como algunos lo llaman) fue ampliamente bien recibido y reseñado positivamente.